# Edificio Montevideo Waterwork & Co
El Edificio de Montevideo Waterwork & Co, es un edificio de la capital uruguaya Montevideo ubicado en la calle Rincón de la Ciudad Vieja. Su fachada principal se encuentra en la plaza Zabala. En la actualidad, es la Casa Matriz de Scotiabank en Uruguay.  

## Historia

Sede de Montevideo Waterworks Company

El edificio fue construido en 1857 para albergar la sede de Montevideo Waterworks Company, compañía encargada del suministro y abastecimiento de agua potable en el país.

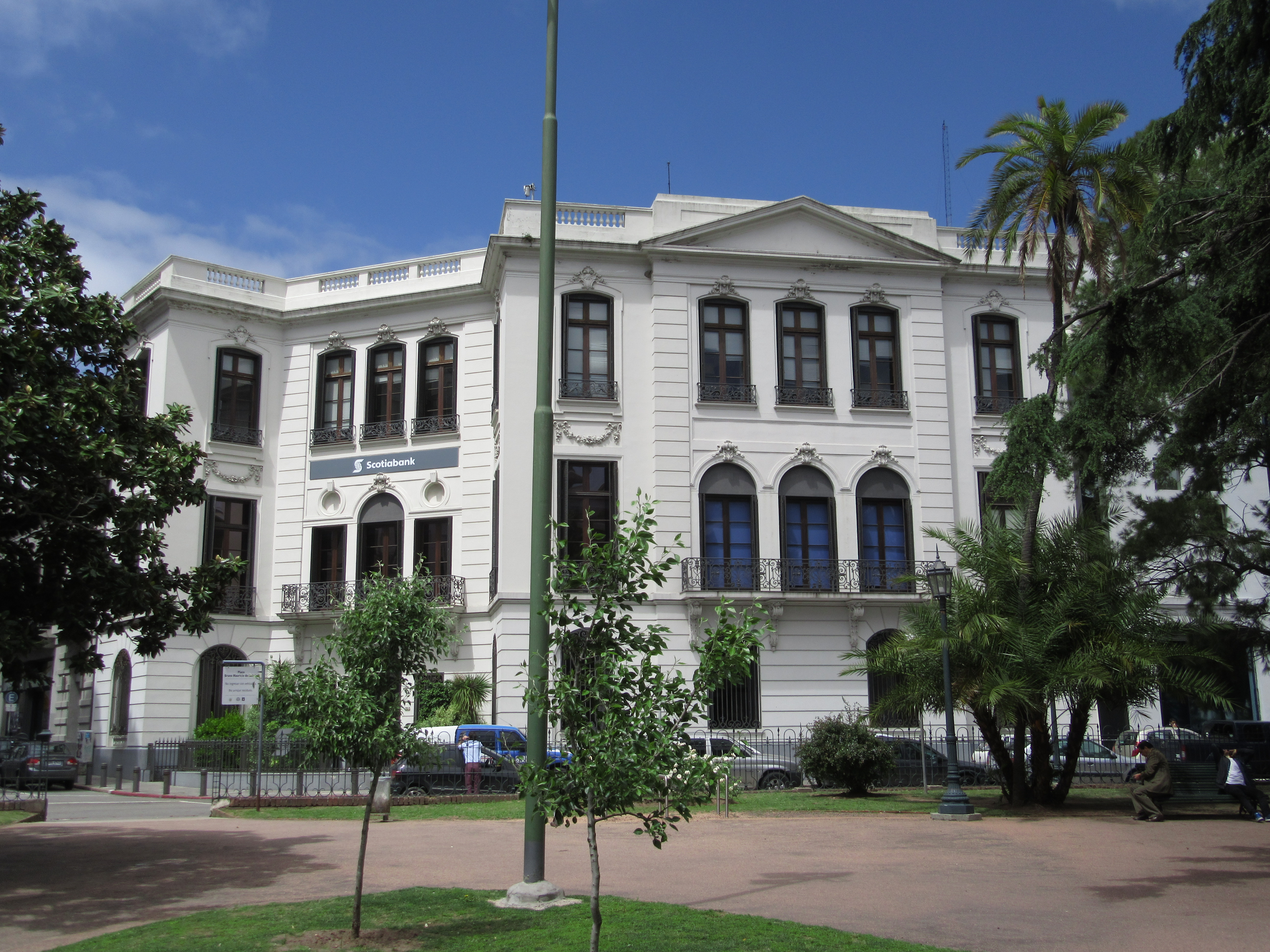
Edificio que fuera propiedad de la familia Shaw-Sáenz de Zumarán, anexado al Edificio de Montevideo Waterwork.

Con la nacionalización y estatizacion de  Montevideo Waterworks Company el edificio sería destinado para la Administración Nacional de las Obras Sanitarias del Estado. Fue a partir de los años sesenta, tras la construcción de un nuevo edificio para albergar a la Administración de las Obras Sanitarias del Estado, el histórico edificio sería destinado a otros usos. Desde inicios de los años noventa albergó la casa central del Discount Bank Uruguay S.A y desde la disolución de este, por su sucesor Scotiabank. El edificio se encuentra anexado con otro edificio, que fuera residencia de la familia Shaw-Sáenz de Zumarán.  

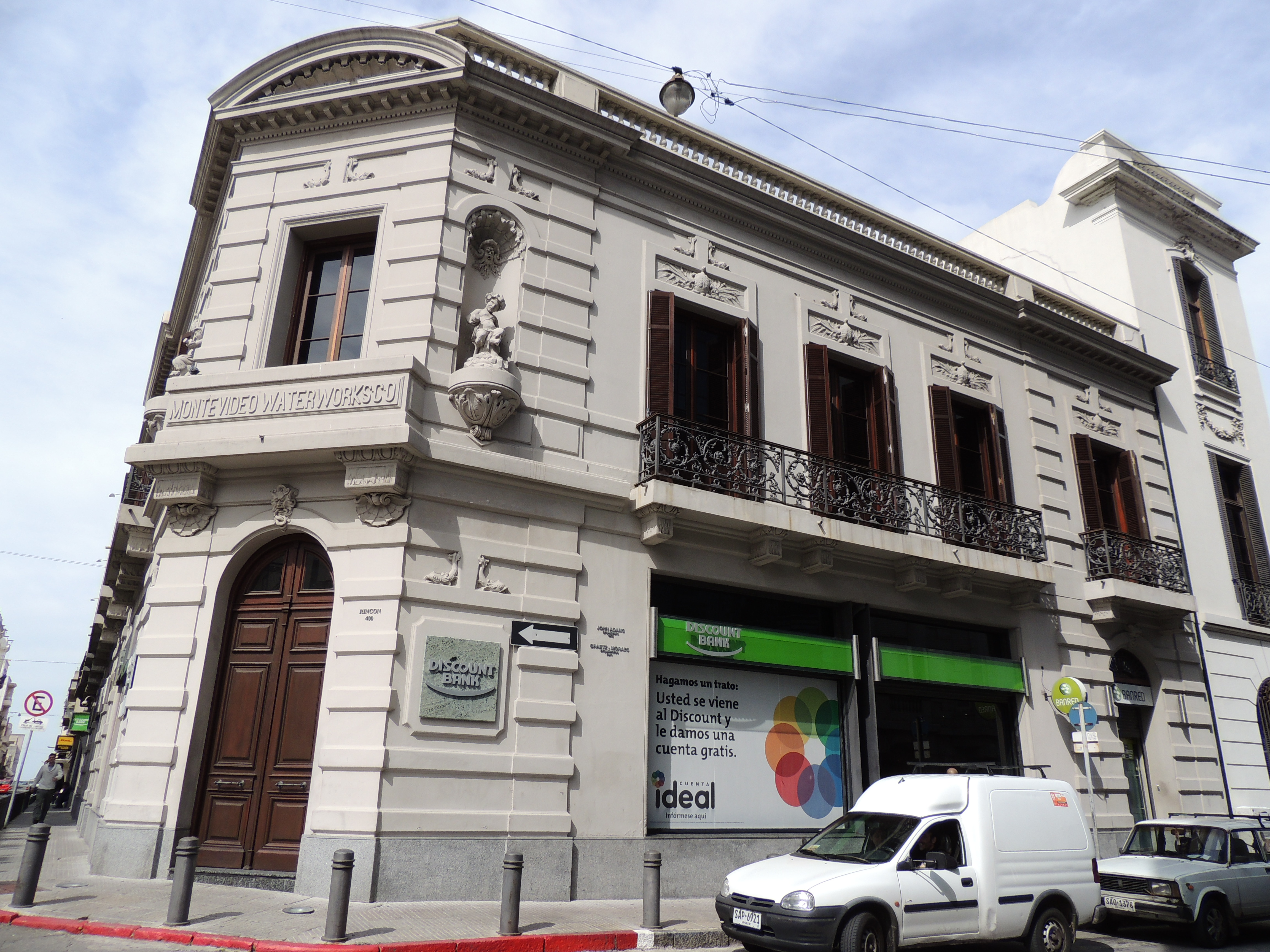
Fachada principal del edificio

En los años 2000-2001 la reparación y restauración corrió a cargo de los arquitectos A. Graetz y R. Moraes. Desde 1974, el edificio está catalogado como Monumento Histórico Nacional.

## Literatura
- Arquitectónica y Urbanística Guía de Montevideo. 3.ª Edición. Intendencia Municipal de Montevideo y otros, incluyendo Montevideo 2008, ISBN 978-9974-600-26-3 , p.47